# NGC 112
NGC 112 (ook wel PGC 1654, UGC 255, MCG 5-2-13, ZWG 500.21, KAZ 24 of IRAS00241+3125) is een spiraalvormig sterrenstelsel in het sterrenbeeld Andromeda die op ongeveer 288 miljoen lichtjaar afstand van de Aarde staat.
NGC 112 werd op 17 september 1885 ontdekt door de Amerikaanse astronoom Lewis A. Swift.